# Németh Nyiba Sándor
Németh Nyiba Sándor, született Németh Sándor (Kenyeri, 1957. január 31. –) magyar birkózó olimpikon, sportedző és -riporter, író, költő, zenész és zeneszerző.

## Élete
Kenyeriben született 1957. január 31-én. Gyermekkorától sportol, ír és zenél. E három tevékenység határozza meg életét.

## A sportoló
Huszonnyolc világversenyen képviselte Magyarországot mint sportoló, edző és szövetségi kapitány. 
A szabadfogású birkózó válogatott kapitányaként és vezető edzőjeként nyolc évig tevékenykedett. Növendékei több világversenyről éremmel tértek haza.
11 oktatófilmet készített a birkózásról, amelyek több mint 100 országba jutottak el.
Öt harcművészeti ágban szerzett fekete övet.
A Feketén fehéren című dokumentumfilmjét több nagy tévécsatorna is műsorára tűzte.
Növényi Norbert birkózót ketrecharc világbajnoki címmérkőzésére ő készítette fel, Kiss Alex mesterrel együtt.
2000 óta tanítja a Testnevelési Egyetem Továbbképző Intézetében a birkózás elméletét és gyakorlatát. Ketrecharcosokat és grappling sportolókat vizsgáztat.

## Sporteredményei
- Grappling többszörös világbajnok
- Szabadfogású birkózásban Junior
- Felnőtt Magyar Bajnok, hatszoros ezüstérmes
- Csapatbajnokságon többször I. II. III. helyezett
- Világbajnoki VI. helyezett
- Európa Bajnokságokon IV. V. VI.
- Olimpiai V. VIII. helyezett
- Európa Bajnoki Ranglista IV.
- Világ Bajnoki Ranglista V. helyezett
- Senior Birkózó Világjátékok I.
- Senior Világbajnokság II. IV. V. VI.
- Judo Európa Bajnokság III.
- Lodzi Nagydíj I.
- ZeeLen Bider III.
- Cseh Nagydíj I.
- Macedón Nagydíj I.
- INTRASMAS Kupa III.
- JasarDogu II.
- Roger Caulon II.
- Kubai Nagydíj IV.
- Felszabadulási Emlékverseny III.
- Német Nagydíj IV.,
- Medvegy II.

## A zenész és zeneszerző
Tizenkét éves korától zenél, gitáron és dobon játszik. A Meteor együtteshez 1970-ben csatlakozott, kétszer nyertek zenekari fesztivált. 1996-ban alapította meg a DE-PRESSION együttest, amely a mai napig aktív zenekar. Negyven énekes énekelte dalaikat CD-re, többek között: Vikidál Gyula (P. Mobil), Varga Miklós (P. Box), Keresztes Ildikó, Géczi Erika, Mr. Basary (Kormorán). IDŐ SZAVA ős--rock együttesével rock klasszikusokat játszanak.
2006-ban megalapította a Magyar Rocklegendák Vándorkiállítást, mellyel azóta is járja az országot. Saját verseiből, meséiből, dalaiból rock-, jazz,- megzenésített versek, mesék műfajban 250 CD-nyi anyagot és több száz klipet készített. Köztük 80 sporthimnuszt írt zenekarával, a DE-PRESSION együttessel. Többek között: birkózás, cselgáncs, kick-box, thai boksz, kutedó kempó, kínai harcművészet, szumó, aikidó, karate, és rali. A Csepel SC fennállásának 100. évfordulójára. Alkotásai közé tartozik Növényi Norbert, valamint Sárközi Róbert és Felföldi Szabolcs világ-, Európa-bajnokok bevonuló zenéje is. Több városnak írt indulókat. 
Elkészült a Költőóriások árnyékában 1–2. CD, amelyeken 60 nagynevű költő verseit szavalja.
2010. május 28-tól Artists Youth tag.
450 CD-n működött közre zenészként.

## Az író és költő
A sport és zene mellett az irodalmi életben íróként és költőként van jelen.
Verses-zenés önálló estjeivel járja az országot.
Évente több irodalmi alkotótábort vezet.
Az Írószövetség, Cserhát Művészkör, Csepeli Irodalmi Kör és más alkotóközösségek rendezvényeit látogatja.
A 49. Nyiba Író, Költő Művész Alkotó Konferenciát rendezte meg 2023-ban.

## Kötetei
- Fűzfakereszt
- Nyibaizmus. Ne szégyelld, hogy van lelked. Németh Nyiba Sándor versei. Interjúk élő legendákkal, őskövületekkel; szerzői, Budapest, 2014
- Kenyeri Mesék Az öreg ház titkai 2020 saját kiadás, megjelent CD-n is.
- Követ a vénség 1000 oldal 500 vers (Nemzeti Értékek könyvkiadó, 2022)

## Antológiák, egyéb kiadványok
- Kelet Felől
- Magyar Múzsa
- Magyar Kultúra Lovagrendje antológia
- Csongrád megyei antológia
- Krúdy Gyula Irodalmi Kör antológiája
- Montázs Magazin antológia
- Kláris Antológia
- Délibáb folyóirat folyamatos
- Világ Magyarság,
- Magyar Budo Magazin
- Magyar Olimpiai Akadémia évkönyve
- H-Arc-Művészetek
- Kávéházi esték

## Hanganyagai
- Petőfi Sándor, József Attila, Ady Endre, valamint kortárs költők versei zenei aláfestéssel
- „Az öreg ház” címmel mesés CD, amelyen 10 mese hallható zenével
- Bajnok vagy DVD, 2004
- Mindent azért a lányért CD, 2004
- Semmi közepén CD megzenésített versek, 2004
- Dübörög a motor CD, 2004
- Akarok élni CD megzenésített versek, 2004
- Küzdősport DVD, 2005
- Nincs csoda DVD, 2005
- Szupermaraton CD, 2005
- Rólad is szól a dal CD, 2005
- Dühös ember CD, 2006
- Föld fiai DVD, 2007
- Bajnok vagy DVD
- 20 klip, 2007
- Gyertyák földig égnek CD, 2008
- Föld fiai DVD, 2008
- Csillagpor CD, 2009
- Karate himnuszok CD, 2009
- Mag a tudás népe CD, 2010.
- CÉH Újság
- Aranyhomok Újság
- Kláris Irodalmi-Kultúrális Folyóirat
- Versmondók

## A műsorvezető
2000 óta vezet rádió- és tévéműsorokat a Budapest Televízióban Rólad is szól dal címmel, a Fiksz és az Oldies Rádióban, a Civil Rádióban 2005 óta. Élő Legenda – Őskövület címmel készít interjúkat folyamatosan a Sport 1 számára.
Jelenleg a Civil Rádió Élő legenda-Őskövület című műsorának szerkesztő-riportere. Műsoraiban az irodalom és a zene mindig kapcsolódik, hiszen ez a két művészeti ág elválaszthatatlan tőle. 39 zenészlegendával készített interjút.

## Tagja
- A Magyar Sportújságírók Szövetségének
- A Cserhát Művészkörnek
- A Csepeli Irodalmi Körnek
- valamint négy lovagrendnek
- A Krúdy Gyula Irodalmi Kör elnöke
- A Magyar Orvos Írók és Képzőművészek Köre tiszteletbeli tagja
- Magyar Edzők Társasága tag
- Artists Youth tag.

## Díjai
- a Magyar Kultúra Lovagja
- Csepel Örökség-díj
- Krúdy Aranyérem
- Kláris Nívódíj;
- Nemzetközi szintű sportoló
- A birkózásért Érdemérem
- FILA bronz fokozat
- Olimpiai Akadémia Ezüstjelvény;
- Vasakarat kiképző tábor érme
- József Attila-emlékdíj
- Kiváló zeneművész díj;
- Batsányi-emlékdíj
- Kiváló előadó cím
- Cserhát József Irodalmi és művészeti díj
- Cserhát Művész Kör díszelnöke
- Cserhát nívódíj
- A béke nagykövete
- Aranytoll díj
- Gurics György Díj
- Kiemelt-főoktató cím (Magyar Felnőttképző és Tanácsadó Kft.)